# Alan Arrieta (cantante)
Alan Rafael Arrieta Corral (Santa Rosalía de Camargo, 3 de noviembre de 2006) conocido simplemente como Alan Arrieta, es un cantante y compositor mexicano. Se especializa en el género de corridos tumbados. Inició su carrera musical en 2020 publicando covers en TikTok, pero fue hasta 2025 que comenzó a ganar reconocimiento con sus canciones originales como «La Pantera», «Polarizados» y «Ay Mamita».

## Biografía y carrera

### Primeros años
Alan Rafael Arrieta Corral nació el 3 de noviembre de 2006 en Santa Rosalía de Camargo, Chihuahua, México. Es hijo de Rafael Arrieta y Norma Isela Corral; tiene tres hermanas menores: Dania Paola, Mariana e Isabella, quienes se dedican a hacer contenido en plataformas digitales.
Desde pequeño, Alan mostró interés por la música y comenzó a desarrollar habilidades para tocar varios instrumentos cuando su padre y su abuelo le enseñaron a tocar guitarra, bajo, acordeón y teclado.

### Carrera
Inició su carrera musical en 2020, cuando tenía 14 años, publicando covers de regional mexicano en TikTok e Instagram, lo que le permitió ganar notoriedad y reunir seguidores.
En 2024 comenzó a componer y lanzar música propia de forma independiente, estrenando sencillos como «Mi Mundo Entero», «Ya Me Va Mejor» y «Volví a Soñar».Estos temas le ayudaron a consolidar su estilo dentro del género de corridos tumbados, mezcla de regional mexicano con influencias de trap y hip‑hop.
En enero de 2025 estrenó «Home Run», en colaboración con Marcos Villalobos y Ángel Galván. El 28 de febrero lanzó «La Pantera» junto a Marcos Villalobos, tema que se volvió un éxito viral, acumulando más de 70 millones de reproduccionesen Spotify en cuestión de semanas y colocándose dentro de los charts regionales, llegando a la posición número 14 de la lista de Mexico Songs de Billboard.El 30 de marzo lanzó «Polarizados», producido por el sello Gheef, superando los 19 millones de reproducciones en Spotify poco después de su lanzamiento. En mayo lanzó «Ay Mamita», su más grande éxito, que ha acumulado más de 50 millones de reproducciones y alcanzó la posición número 7 en la lista de Mexico Songs. en julio estrenó «Niña», que reafirmó su estilo y consolidó su crecimiento en plataformas digitales como Spotify y Apple Music, superando el millón de reproducciones en pocos días.

## Discografía

### Sencillos
| Título                                                | Detalles | Posiciones en Listas |
| Título                                                | Detalles | MX                   |
| ----------------------------------------------------- | --- | -------------------- |
| "Mi Mundo Entero"                                     | - Lanzamiento: 29 de marzo de 2024 - Discográfica: Independiente - Formatos: Descarga digital, streaming               | —                    |
| "Ya me va Mejor"                                      | – - Lanzamiento: 24 de mayo de 2024 - Discográfica: Independiente - Formatos: Descarga digital, streaming              | —                    |
| "Volví a Soñar" (con Gael Herrera)                    | – - Lanzamiento: 4 de octubre de 2024 - Discográfica: Premier Music Group, LLC - Formatos: Descarga digital, streaming | —                    |
| "Home Run" (junto a Marcos Villalobos y Ángel Galván) | – - Lanzamiento: 23 de enero de 2025 - Discográfica: Independiente - Formatos: Descarga digital, streaming             | —                    |
| "La Pantera" (junto a Marcos Villalobos)              | – - Lanzamiento: 28 de febrero de 2025 - Discográfica: Gheef - Formatos: Descarga digital, streaming                   | 14                   |
| "Polarizados"                                         | – - Lanzamiento: 30 de marzo de 2025 - Discográfica: Gheef - Formatos: Descarga digital, streaming                     | —                    |
| "Ay Mamita"                                           | – - Lanzamiento: 22 de mayo de 2025 - Discográfica: Del Norte Music - Formatos: Descarga digital, streaming            | 7                    |
| "Niña"                                                | – - Lanzamiento: 3 de julio de 2025 - Discográfica: Del Norte Music - Formatos: Descarga digital, streaming            | —                    |